# Parnacott (Automobilhersteller)
A. E. Parnacott war ein britischer Automobilhersteller, der zwischen 1913 und 1920 in Penge (Kent) ansässig war. Es sind nur vereinzelte Fahrzeuge hergestellt worden.
1913 entstand der erste Prototyp 3 ½ HP. Er war mit einem luftgekühlten Einbaumotor von FN ausgestattet. Dieses Modell wurde auch als Cycar angeboten.
1920 folgte ein zweiter Prototyp, dieser war seiner Zeit weit voraus: Dem Antrieb diente ein wassergekühlter Vierzylinder-Schiebermotor nach dem System Knight mit 1478 cm³ Hubraum. Alle Räder waren einzeln aufgehängt.